# オンジヴァ
オンジヴァ（ポルトガル語: Ondjiva）はアンゴラの都市である。クネネ州の州都である。

## 交通

### 空港
- オンジヴァ・ペレイラ空港（英語版）（Aeroporto 11 de Novembro）

### 道路
- 国道295号線 (アンゴラ)（EN-295）
- 国道120号線 (アンゴラ)（ポルトガル語版）（EN-120）トランス・アフリカ・ハイウェイの3号線